# Blue Ear
Blue Ear è un fumetto della Marvel Comics, il personaggio è un supereroe dei sordi.

## Storia
Creato nel 2013 da Nelson Ribeiro, apparve nell'albo di Iron Man, Iron Man: Sound Effects #1 nel dicembre del 2014. Venne creato il personaggio su impulso di una madre di un figlio nato con la sordità.